# Рубки головного користування

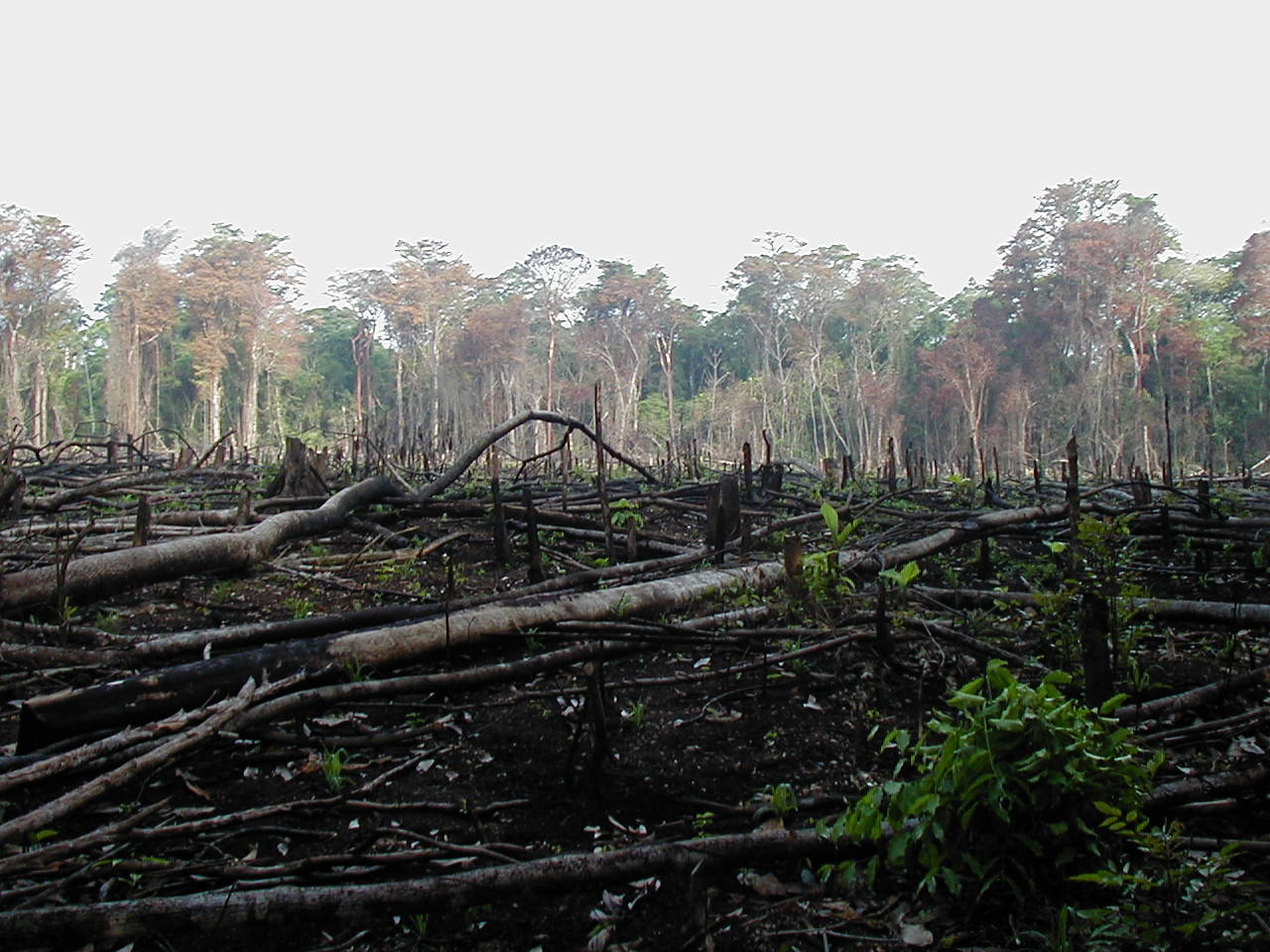
Вирубка лісу

Рубки головного користування — вид рубок, які проводять з метою заготівлі деревини у стиглих та перестійних лісових насадженнях, в основу яких покладено дотримання принципів безперервного, невиснажливого і раціонального використання лісових ресурсів, збереження умов відтворення високопродуктивних стійких деревостанів, їх екологічних та інших корисних властивостей.

## Загальні положення
З метою забезпечення зазначених вимог, залежно від категорії лісів, лісорослинних умов, біологічних особливостей деревних порід, складу і структури деревостанів, наявності та стану підросту господарсько-цінних порід та інших особливостей лісових ділянок, застосовується вибіркова, поступова, комбінована, суцільна системи рубок.
Віднесення лісової ділянки до конкретної системи, виду та способу рубки, визначення організаційно-технічних елементів відповідно до цих Правил здійснюються під час проведення лісовпорядкування з урахуванням місцевих умов.

## Вибіркова система рубок
Це заходи, що здійснюються для оздоровлення, формування і відновлення деревостанів, під час яких періодично вирубуються окремі дерева або групи дерев — фаутні, перестійні, стиглого віку, з уповільненим ростом, а також дерева, що пригнічують підріст.
У разі застосування вибіркової системи рубок ліси максимально зберігають і виконують водоохоронні, захисні та інші корисні властивості. Лісова ділянка повинна бути постійно вкрита лісовою рослинністю.
Під час застосування вибіркової системи рубок проводяться добровільно-вибіркові рубки, які за способами залежно від структури та повноти деревостану можуть бути слабкої, середньої і сильної інтенсивності.

## Поступова система рубок
Це заходи, спрямовані на збереження та використання попереднього поновлення і сприяння природному поновленню в період між прийомами, під час здійснення яких передбачається вирубування деревостану за кілька прийомів.
Під час застосування поступовоїсистеми рубок проводяться такі види поступових рубок: рівномірно-поступові, групово-поступові та смугово-поступові.
За способами рівномірно-поступові та смугово-поступові рубки можуть бути дво- і триприйомні, групово-поступові — три- та чотириприйомні.
Повнота деревостану після першого прийому двоприйомних рубок і другого прийому триприйомних рубок не повинна бути менше 0,5.
Кількість прийомів та їх черговість визначаються з урахуванням лісорослинних умов, біологічних особливостей головних порід, повноти деревостанів, характеру відновлення і стану підросту. Після першого прийому наступні рубки проводяться за умови наявності життєздатного підросту.
Площа лісосіки при застосуванні поступових рубок не повинна перевищувати в експлуатаційних лісах — 10 гектарів, у інших категоріях лісів — 5 гектарів.

## Суцільна система рубок
Це заходи, під час здійснення яких вирубується деревостан, за винятком дерев та чагарників, що підлягають збереженню.
Під час застосування суцільної системи проводяться суцільнолісосічні рубки, які за способами залежно від ширини лісосік можуть бути вузько-, середньо- та широколісосічні. Ширина лісосік вузьколісосічних рубок становить 50 і менше метрів, середньолісосічних — 51-100 метрів, широколісосічних — 101—200 метрів.